# Erika Cuéllar
Erika Cuéllar Soto (Santa Cruz de la Sierra, 1978 -), es una bióloga boliviana reconocida como la guardiana de la región del Gran Chaco de Sudamérica, en donde ha trabajado para promover y conservar este ecosistema que abarca regiones de Argentina, Bolivia, Paraguay y Brasil. Un eje fundamental de su activismo es la capacitación de comunidades locales en la conservación de su territorio y la formación de  parabiológos que sean guardianes de la naturaleza.

## Trayectoria
Estudió biología en la Universidad Gabriel René Moreno, posteriormente obtuvo una maestría en Conservación de la biodiversidad de la Universidad de Kent de Inglaterra, entre 2005 y 2012  obtuvo un doctorado en Zoología en Oxford.

La labor de Cuéllar se enfoca principalmente en la conservación y protección sostenible del Gran Chaco, es coordinadora del Comité de Supervivencia de Especies de la Unión Internacional para la Conservación de la Naturaleza. Una parte fundamental de su trabajo consiste en formar parabiológos, es decir hacer que las comunidades y la población local se hagan partícipes del cuidado de su entorno por medio de capacitaciones integrales para que sean investigadores y custodios de los recursos naturales. Al respecto menciona:
“Me gustaría que la gente local, que conoce tanto sobre la naturaleza, porque ha nacido y vivido en ella, dejara de ser (considerada) simplemente mano de obra barata”

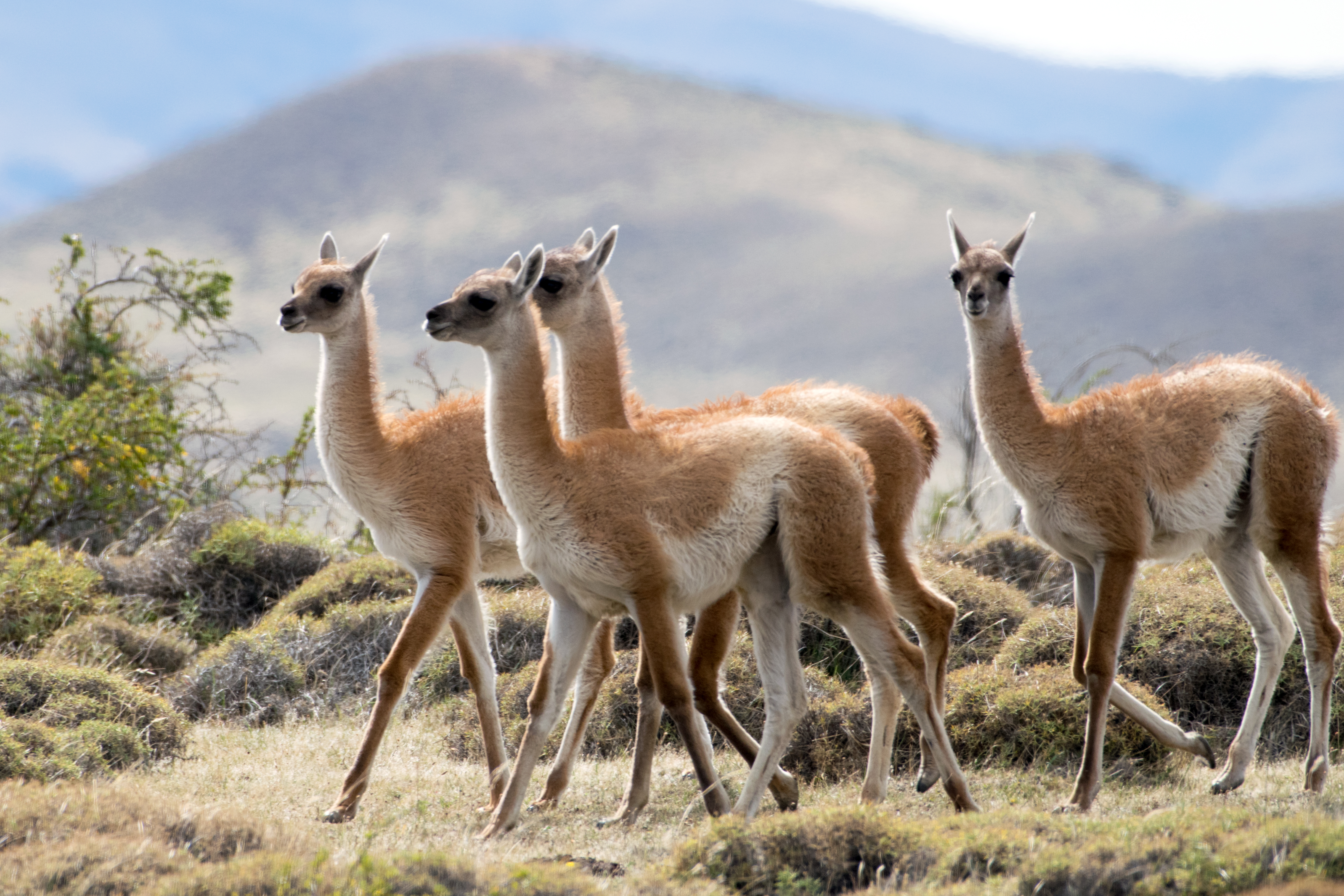
Guanacos juveniles, especie en cuya protección trabajó Cuéllar.

Trabajó de forma destacada en la protección del guanaco. Gracias a sus esfuerzos se prohibió su caza, se explora la repoblación de manadas genéticamente aisladas y se intenta recuperar su hábitat, invadida por el ganado de corral y las plantas invasoras.
En 2016 fue parte del equipo que realizó el primer registro del roedor  Sekeetamys calurus en el territorio de Omán, al occidente de Asia.

## Reconocimientos
- Exploradora de National geographic, 2013.
- Personaje del año, categoría ciencias, El Deber, 2012.[7]
- Premio Rolex a la empresa en 2012.[8]